# ダイムノヴェル
ダイムノヴェル (Dime novel) は、アメリカで19世紀後半から20世紀初めにかけて出版された安価な大衆向け小説の総称。1860年にビードル社が「ダイムノヴェル (Dime Novels) 」の名前で発刊した、定価10セント（1ダイム）の小説シリーズがヒットし、その後に多くの出版社から刊行された同種の様々なシリーズもダイムノヴェルの名で総称される。ビードル社以前に出版されていた、「ストーリー・ウィークリー」「ストーリー・ペーパー」と呼ばれる週刊の物語新聞や、「黄表紙の文学」と呼ばれる作品も含み、また初期の「パルプ・マガジン」を含むこともある。これらはイギリスにおいては「ペニー・ドレッドフル」「シリング・ショッカー」と呼ばれたものに相当し、アメリカの出版社は人気の出たキャラクターのシリーズは海外版も多く発行した。この名称は、1940年の「ウェスタン・ダイムノヴェル(Western Dime Novels) 」まで使われる。
ダイムノヴェルの精神は、マスマーケット向けのペーパーバック、漫画、テレビショーや映画に引き継がれている。現代においてダイムノヴェルという用語は、書き飛ばされた、金目当ての作品（en:Potboiler）、センセーショナルな作品への蔑称、三文小説の別称としても使われている。

## 歴史

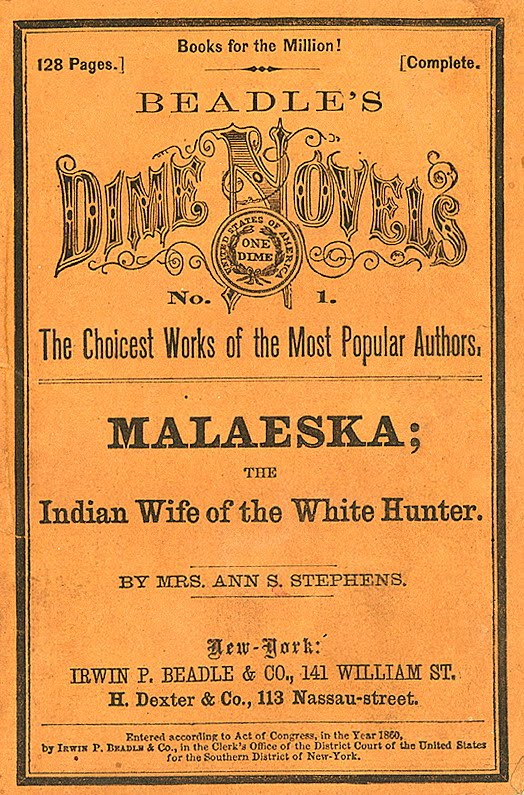
『マラエスカ　白人ハンターのインディアン妻』(1860)カバー

アメリカでは1830年代に「ストーリー・ペーパー」と呼ばれる8ページの週刊物語新聞、1840年代になると週刊新聞『ニューワールド』紙の特別版の物語集が、安価な小説誌として刊行されていた。1860年、ニューヨークにあるエラスタス・F.ビードル(Erastus F.Beadle)とアーウィン・P.ビードル(Irwin P. Beadle)の兄弟のビードル社が、「ビードルズダイムノヴェル」と題した、10セントの小説シリーズの刊行を開始した。この名前は、別の会社で発行される同様の安価本にも対する、20世紀初めまで一般名称となった。
ビードル社の最初の作品は、アン・S.スティーヴンズ『マラエスカ　白人ハンターのインディアン妻』(Malaeska, the Indian Wife of the White Hunter)で、1860年6月9日に発売された。これは1839年の『レディーズ・コンパニオン』誌の2-4月号に連載されたものの再版であるが、ダイムノヴェルとして発売されて数ヶ月で6万5千部を売り上げた。ビードル社のダイムノヴェルのサイズは、初期においてもばらつきはあったが、約6.5×4.25インチ（16.5×10.8cm）×4.25インチで、100ページだった。最初の28冊はカバーイラストは無く、鮭色の紙カバーが付いていた。29冊目以降と、最初の28冊の再版から、木版画によるイラストがカバーに付けられたが、価格は10セントのままとされた。このシリーズは計321冊発行され、このジャンルのほとんどに通用するスタイルを作り、不気味で奇妙なストーリーと、メロドラマ風の二重タイトルは1920年代末まで使われた。作品はオリジナルストーリーに加えて、ストーリー・ペーパーなど過去の膨大な出版物を再刊したフロンティア物語も多く、また著作権管理が厳しくなかったため、多くの海外の著作もロイヤリティ無しで出版された。
ダイムノヴェルの人気が増大するにつれ、オリジナルストーリーが強く求められるようになる。本はカバーを変えながら何度も再刊され、他の出版社から再刊されることもあった。
ビードル社ダイムノヴェルは、南北戦争前後の時期の識字率増加により、若い労働者階級の読者に人気となった。戦争が終わると、ジョージ・マンロー、ロバート・デウィットなど多くの競争相手が現れ、それらはタイトルとカバーの色の違いでしか区別できなかった。ビードル&アダムス社も、フランク・スターラインという別ブランドを持っていた。作品の質が高尚な批評家からは蔑まれ、ダイムノヴェルという名前は特定の様式のことではなく、安物でセンセーショナルなフィクションの代名詞となった。

### 価格
ダイムノヴェルかどうかの区別は曖昧で、多くのシリーズがデザインや題材は似通っており、10セントから15セントの価格だった。ビードル&アダムス社でさえ、異なる価格で同じ色のカバーに紛らわしいタイトルを付けた。また10セント、紙カバーの、中世ロマンスとソープオペラ風物語の本がたくさんあった。このことが、ダイムノヴェルの定義を、様式、価格、物質的な形態によって規定することを困難にした。様々なダイムノヴェルの例として、「Bunce's Ten Cent Novels」「Brady's Mercury Stories」「Beadle's Dime Novels」「Irwin P. Beadle's Ten Cent Stories」「Munro's Ten Cent Novels」「Dawley's Ten Penny Novels」「Fireside Series」「Chaney's Union Novels」「DeWitt's Ten Cent Romances」「Champion Novels」「Frank Starr's American Novels」「Ten Cent Novelettes」「Richmond's Sensation Novels」「Ten Cent Irish Novels」などが挙げられる。

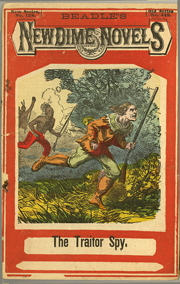
「新ダイムノヴェル」カバー（ただし再刊本）

1874年にビードル&アダムス社は「新ダイムノヴェル(New Dime Novels)」を中心シリーズとして、新しい色のカバーを導入した。「新ダイムノヴェル」は、二重ナンバー式で、一つ目のナンバーは前シリーズからの続き、二つ目の主なナンバーは現シリーズとしてのもので、最初の本は「1 (332)」というものだった。ストーリーは多くが前シリーズの再刊だった。この「新ダイムノヴェル」は1885年まで321冊を出した。

### 発展
ダイムノヴェルの残っている現物の多くは、週刊で8ページで新聞に似た「ストーリーペーパー」で、サイズはタブロイド版から本格的な新聞型まで様々あり、価格は通常は5、6セントだった。それらは1850年代半ばに始まって、非常に人気を持ち、いくつかは50年以上に渡って毎週刊行された。当時におけるテレビのようなものであると評され、多くは木版のイラスト付きで、様々な続き物のストーリーと記事を含み、時には家族向けの内容もあった。有名なストーリーペーパーには「The Saturday Journal」「Young Men of America」「Golden Weekly」「Golden Hours」「Good News」「Happy Days」などがあった。

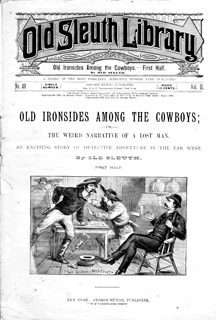
オールド・スルース・ライブラリー(1888)

物語の多くは単発ものだったが、1880年代末からシリーズキャラクターが登場し、またたく間に人気を得た。「フランク・リード」は最初「Boys of New York」から出た。「オールド・スルース（老探偵）」は『The Fireside Companion』で1872年に始まったダイムノヴェルで最初の探偵小説で、これ以降ストーリーペーパーとダイムノヴェルは、西部とフロンティアの物語から違う傾向へと変わってゆく。彼は、追跡の訓練を受けたブラッドハウンド犬を意味するスルース(sleuth)を、探偵を指す言葉として使った最初のキャラクターでもあった。また他のダイムノヴェルで「Old Cap Collier」「Old Broadbrim」「Old King Brady」「Old Lightning」「Old Ferret」など数多くの「オールド」が使われるようになった元祖でもある。「ニック・カーター」は、『週刊ニューヨーク』で1886年に発表された。この三人のキャラクターは、ほどなく週刊で10セントという枠に収まらなくなる。

### 形態の変化

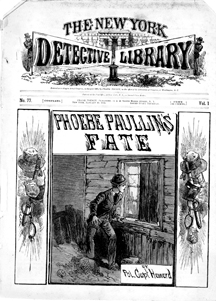
フランク・タウジーで主だった白黒版、ニューヨーク・ディテクティブ・ライブラリー(1884)

1873年、ビードル&アダムズ社は、229×337mm、32ページ、白黒イラストで10セントの「新旧の友達 (New and Old Friends)」と題した新しい形態を開始した。これは成功しなかったが、低価格商品として再度1877年に「炉端ライブラリー (The Fireside Library)」「フランク・スター・ニューヨーク・ライブラリー (Frank Starr's New York Library)」を創設。1作目はイギリスの恋愛ものの再刊、2作目はより硬質な題材だったが、どちらもよく売れた。出版社たちはこれに続こうとし、すぐにニューススタンドには10セントの週刊「ライブラリー」が溢れた。サイズは、小は7×10インチ（The Boy's Star Libraryなど）、大は8.5×12インチ（New York Detective Library）まで様々だった。Old Cap Collier Libraryは両方のサイズとブックレットで出されている。ストーリーペーパーごとに一つのストーリーで、多くが一人のキャラクターのためのものだった。西部へ発展していくフロンティア物語はまだ人気があったが、新しい流行は都市の犯罪の物語になっていく。もっとも成功した一つ「フランク・タウジー社」のNew York Detective Libraryは、ダイムノヴェルの世界では珍しく、オールド・キングズ・ブラディのジェームズギャングの変形物語の探偵もの、危険なギャングを追跡するオールド・キングズ・ブラディの頑固さを持つ多くのストーリーがある。
出版社の競争は激しく、常に新味を探していた。1896年にフランク・タウジーが明るいカラーのカバーを導入し、色の争いが始まった。ストリート&スミス社は、つや消し色を使った小型の週刊で対抗した。「週刊ニック・カーター」（白黒の「ニック・カーター・ライブラリ」の後継）、「最高ウィークリー (Tip-Top Weekly)」（「フランク・メリウェル」の前身）などは7 x 10、32ページ、8.5 x 11のタウジー型はストリート&スミス社がすぐに続いた。価格は子供にも買いやすい価格として、5セントのものも現れた。これはパルプ・マガジンへと変化する前の最後の大きな変化だった。皮肉なことに、長年においてほとんどの人がダイムノヴェルという言葉を使う時には、週刊ニックを思い浮かべていた。

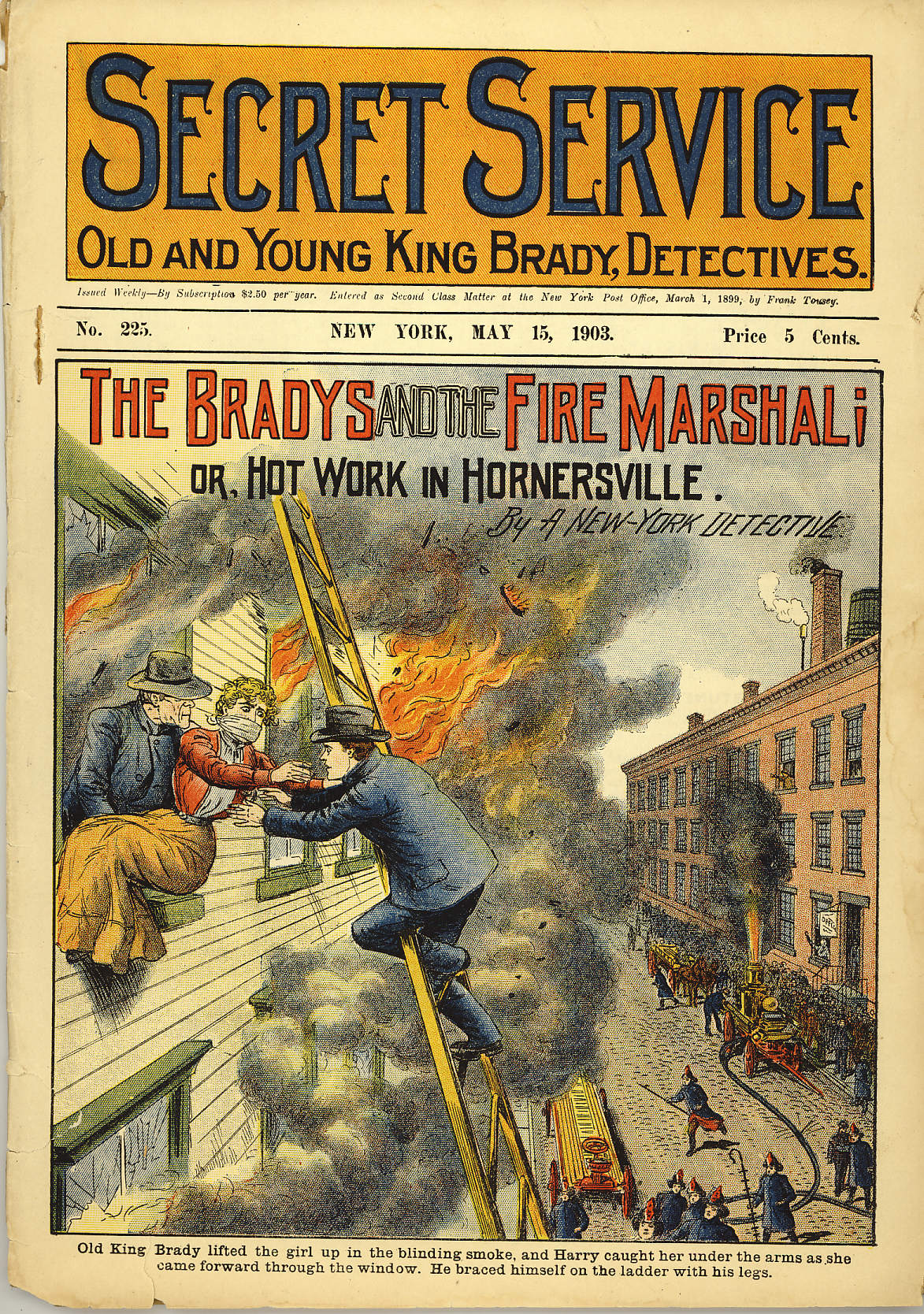
最もよく知られるカラー版週刊ニック『Secret Service』(no. 225, May 15, 1903)

週刊ニックは大いに人気を得て、次々と新刊を刊行した。フランク・タウジー社とストリート&スミス社がこの分野を支配した。タウジーは六大誌「Work and Win (featuring Fred Fearnot, a serious rival to the soon to be popular Frank Merriwell)」「Secret Service」「Pluck and Luck」「Wild West Weekly」「Fame and Fortune Weekly」「The Liberty Boys of '76」のそれぞれが、1000週間以上出版された 。スミス&ストリートは、「ニック・カーター・ウィークリー」「週刊最高」「バッファロー・ビル・ストーリー」「ジェシー・ジェームズ・ストーリー」「ブレイブ・ボールド・ストーリー」その他多くのシリーズがあった。この2社ではタウジーの方が、より毒々しくセンセーショナルだった。
ダイムノヴェルの名でひとかたまりにされる多くの形態は「厚手本」とも呼ばれるもので、ストリート&スミス、J.S.オギルビー、アーサー・ウェストブルックなどで広く出版された。これらのシリーズは、およそ150-200ページ、4.75 by 7インチ (121 mm × 178 mm)、時にはカラーのカバーの高価版だった。これらは5-10セントの週刊版の物語を複数集めた再刊で、各物語をつなげるためのいくらかの改稿もあった。

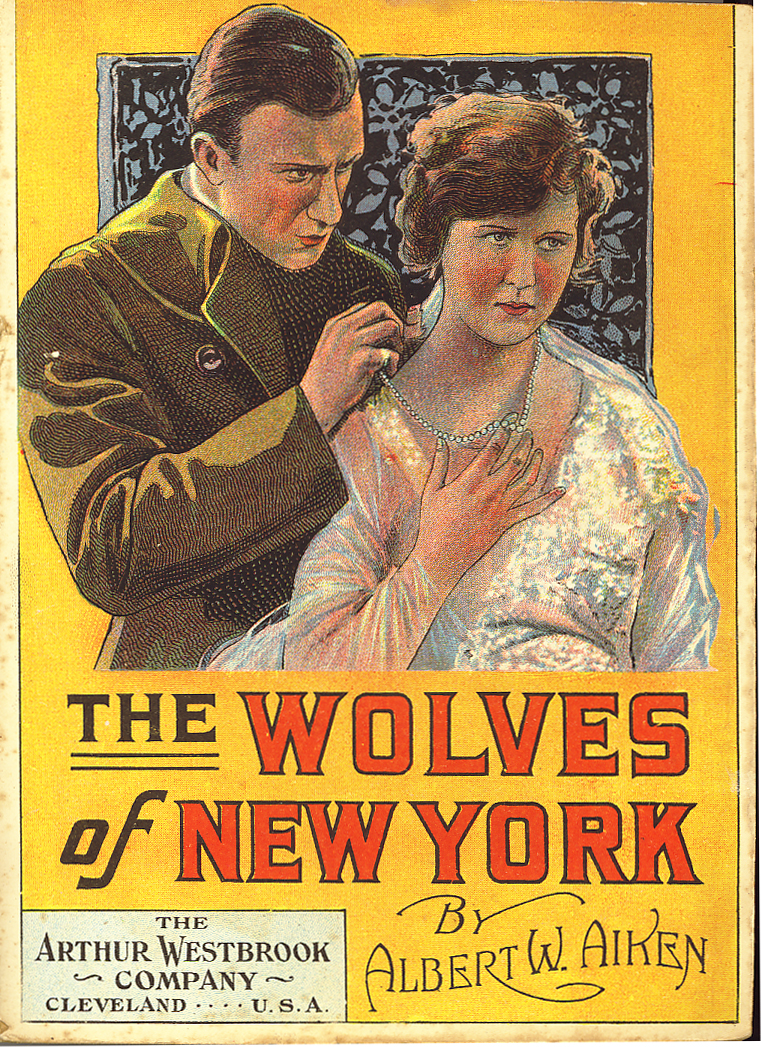
「厚手本」シリーズの『American Detective Series』(no. 21, from the Arthur Westbrook Co.)

すべてのダイムノヴェル出版社は題材の再利用を行っていたが、ストリート&スミスはより技巧的だった。例えばニック・カーターの連続的な週刊4作分を1冊の厚手本にまとめ、「新マグネット・ライブラリー」として刊行した。またストリート&スミスは他の探偵ものの権利を買い取り、それらをつなげて、ニック・カーターものに書き換えることを行い、これによって「新マグネット・ライブラリー」は1000冊を越えることになった。フランク・メリウェルの物語は、「メダル、新メダル」「メリウェル」のライブラリー、バッファロー・ビルは「バッファロー・ビル・ライブラリー」「最西部ライブラリー」に収められた。

### 衰退
1896年、フランク・マンジーはジュヴナイル雑誌『アーゴシー』を、大人向けフィクション誌に転換し、最初のパルプ・マガジンとなった。世紀が変わって、より安いパルプ紙の新しい高速印刷技術により、25セントの価格は10セントに下げることができ、雑誌というものが真に誕生した。1910年にストリート&スミスは、週刊ニックのうち2誌を『新最高ウィークリー』『トップ・ノッチ・マガジン (Top Notch Magazine)』の2誌に転換し、1915年には元は『新ニック・カーター・ウィークリー』だった『ニック・カーター・ストーリーズ』を『デテクティブ・ストーリー・マガジン』に、1919年には『新バッファロー・ビル・ウィークリー』を『ウェスタン・ストーリー・マガジン』に転換した。フランク・タウジーの成功作で『Secret Service, Pluck and Luck, Fame and Fortune』『Wild West Weekly』が有名なハリー・ウォルフは、などが1920年代半ばまで再版されていた。この2作は1926年にストリート&スミスに買い取られ、その後パルプ・マガジンに転換された。こうしてダイムノヴェルの時代はその使命を終えた。

## コレクション

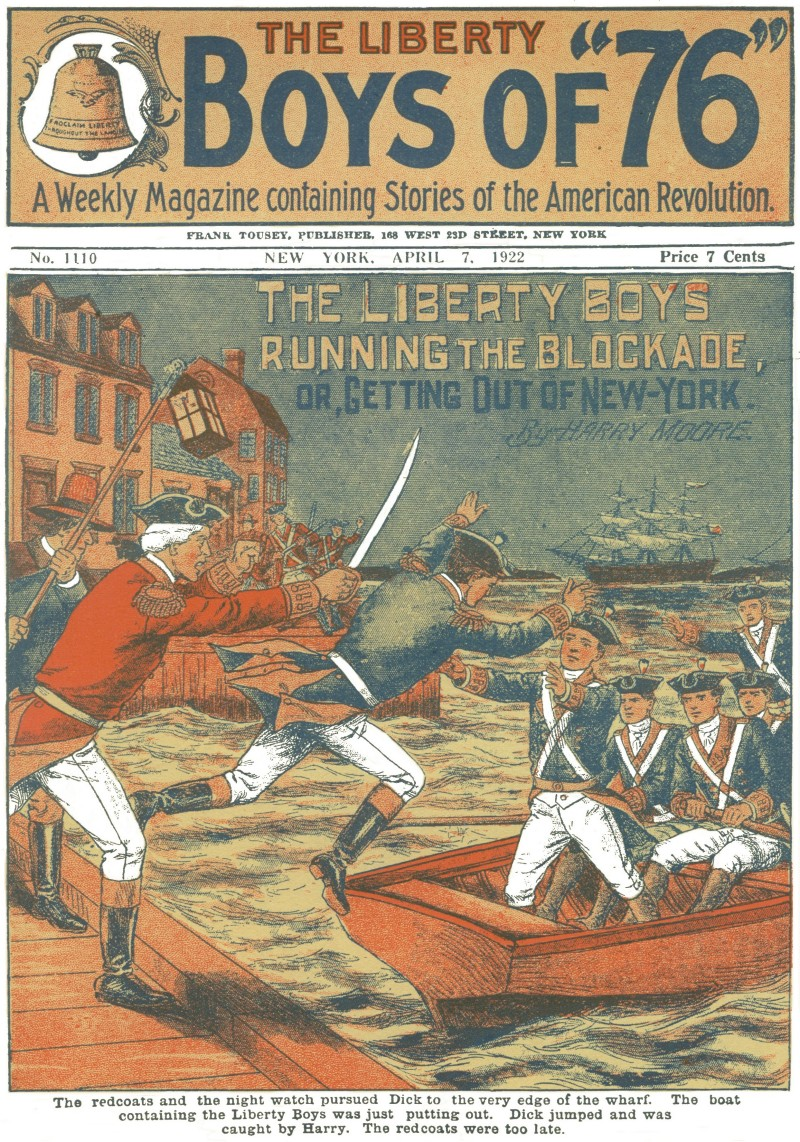
Harry Moore『The Liberty Boys Running the Blockade』(The Liberty Boys of '76, April 7, 1922)カバー

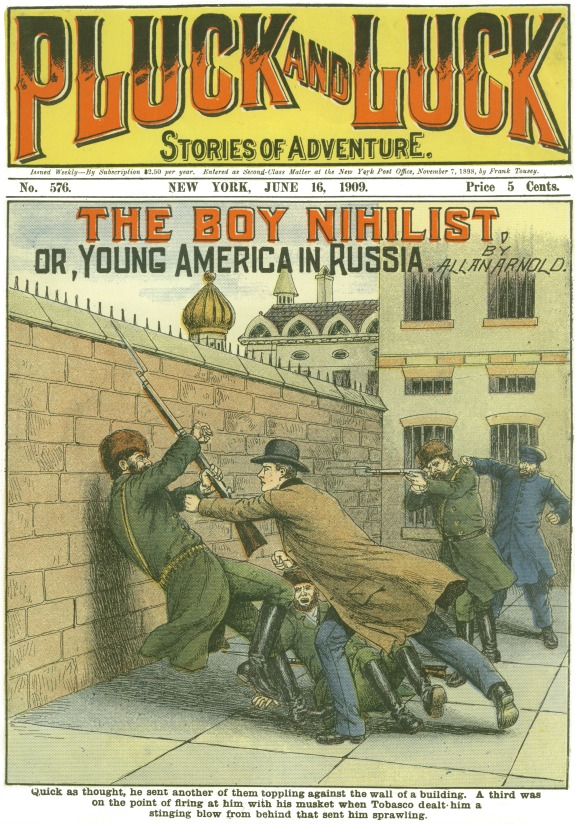
Allan Arnold『The Boy Nihilist』(Pluck and Luck June 16, 1909)カバー

1940年代末から1950年代初に、ダイムノヴェルの収集が盛んになり、高額化していった。その時既に、安価な刊本は砕けかけており、見つけるのが困難になっていた。チャールズ・ブラジンとラルフ・カミングスの2人のコレクターは、いくつかのウィークリー・ライブラリーのうちで特に見つけにくいタイトルを多数再刊した。
- Library of Congress 著作権の委託により約40,000冊が蓄積されている。[4]
- スタンフォード大学 8,000冊以上のダイムノヴェルのコレクションを持つ。Webサイトで提供されている。
- ミネソタ大学のサイト Hess Collection 65,000冊の、北米最大のダイムノヴェルのコレクション。
- 南フロリダ大学 Tampa Special Collections Department フランク・タウジーの「フランク・リード・ライブラリー」「フランク・リード・ウィークリー・マガジン」を含む、約9,000のコレクション。
- 北イリノイ大学 50,000冊を越える、ダイムノヴェルのヨハンセンとルブランコレクション。[5][6] すべてのコレクションがカタログ化はされていないが、作品はアクセス可能。
- ニューヨーク大学のFales Library エドワード・G.レヴィ・ダイムノヴェル・コレクションがある。Finding Aid でアクセス可能。
- ニューヨーク大学Fales Libraryは、Ralph Adimari Papers、William J. Benners Papersも収めている。Adimariはダイムノヴェルの歴史の研究家で、ダイムノヴェルに関する研究ノート、切り抜き、チラシ類を含む。William J. Bennersはダイムノヴェルの作家で出版人。 Link to the Fales Library guide to the Ralph Adimari Papers Link to the Fales Library guide to the William J. Benners Papers
- ミズーリ大学 - コロンビア校にあるダイムノヴェルの小規模なコレクション Division of Special Collections, Archives and Rare Books
- ブランダイス大学アーカイブと特別コレクション - 1805年から1979年までのダイムノヴェルとジュブナイル小説のコレクションがある。A preliminary container list is now available online.
- ベイラー大学The Texas Collection - 1861年から1919年までの約350冊のダイムノヴェルのコレクションがある。Dime Novels: The Rise of the American Hero.(youtube)
- テキサス大学オースティン校のDolph Briscoe Center for American History - 212冊のビードル社ダイムノヴェル「19世紀末から20世紀初、バッファロー・ビル、アウトロー、ハンター、冒険、石油、ロマンスなどの西部フロンティア」viewed here.